# Минниар, Кери
Кери Минниар (англ. Kerry Minnear; род. 2 января 1948, Солсбери) — британский рок-музыкант, клавишник группы прогрессивного рока Gentle Giant, игравший в ней со дня образования до распада (с 1970 по 1980 год). Как и все участники группы он играл на множестве инструментов, среди которых: виолончель, ксилофон, блок-флейта, гитара, бас-гитара. Кроме того он исполнял вокальные партии.
После распада Кери участвовал в нескольких сольных музыкальных проектах. Сейчас он и его жена Лесли владеют лейблом Alucard Music, которому принадлежат права на распространение части альбомов Gentle Giant.